# Danionella dracula
Danionella dracula  (лат.) — вид рыб из семейства Cyprinidae. Пресноводная рыба, эндемик Мьянмы. Близкий родственник — данио-рерио.
Вид назван в честь Дракулы из-за его необычных «клыков». Самцы используют их для схваток друг с другом. Диета в естественных условиях неизвестна.

## Описание
Бесцветная миниатюрная рыбка длиной до 17 мм. Имеет удлиненное тело с большой головой и глазами.
Вид был идентифицирован в апреле 2007, будучи доставлен в Великобританию вместе с аквариумными рыбками.